# Jarki (Chorwacja)
Jarki – wieś w Chorwacji, w żupanii varażdińskiej, w gminie Cestica. W 2011 roku liczyła 155 mieszkańców.